# Andy Beshear
Andrew Graham (Andy) Beshear (Louisville, 29 november 1977) is een Amerikaanse politicus van de Democratische Partij. Sinds december 2019 is hij de gouverneur van de Amerikaanse staat Kentucky.

## Biografie
Andy Beshear groeide op in het centrale noorden van zijn geboortestaat Kentucky. Hij is een zoon van de Democratische politicus Steve Beshear, die tussen 2007 en 2015 gouverneur van Kentucky was. Na de middelbare school, die hij doorliep in Lexington, vertrok Andy naar Nashville (Tennessee), waar hij politieke wetenschappen en antropologie ging studeren aan de Vanderbilt University. In 2000 studeerde hij daar magna cum laude af met een bachelor of arts. Aansluitend volgde hij een rechtenstudie aan de Universiteit van Virginia, die hij in 2003 afsloot met een Juris Doctor.
Na zijn opleidingen ging Beshear aan de slag bij advocatenfirma's, eerst in Washington D.C. en vanaf 2005 bij Stites & Harbison in zijn thuisstaat Kentucky. Net als zijn vrouw Britainy, met wie hij in 2006 trouwde en twee kinderen kreeg, is hij kerkelijk actief als diaken.

### Attorney general
In navolging van zijn vader ontwikkelde Beshear eveneens politieke ambities. Hij stelde zich in 2013 namens de Democratische Partij verkiesbaar voor de post van attorney general (minister van justitie) van de staat Kentucky, een functie die zijn vader vanaf 1979 ook enkele jaren bekleed had. Tijdens de verkiezingen, die in 2015 plaatsvonden, wist hij de Republikeinse kandidaat Whitney Westerfield met een zeer nipt verschil van 0,2% te verslaan. Hij trad aan in januari 2016, slechts een maand nadat zijn vader als gouverneur was opgevolgd door de Republikein Matt Bevin.
Tijdens zijn termijn als attorney general spande Beshear diverse rechtszaken aan tegen farmaceutische bedrijven voor hun vermeende betrokkenheid bij de Opioïdencrisis. Ook kwam hij meermaals in botsing met gouverneur Bevin, onder meer vanwege diens besparingen op universiteiten in de staat. Volgens Beshear was de gouverneur niet bevoegd deze uit te voeren zonder goedkeuring van de Algemene Vergadering en kreeg hierin gelijk van het Hooggerechtshof. Een controversieel plan van Bevin om de lerarenpensioenen te hervormen wist Beshear eveneens met succes te verhinderen.

### Gouverneurschap
In 2018 kondigde Beshear aan mee te doen aan de gouverneursverkiezingen van 2019 in Kentucky. Hij werd hiermee een van de uitdagers van gouverneur Bevin, die zich ondanks zijn tanende populariteit herkiesbaar stelde voor een tweede ambtstermijn. Na het winnen van de Democratische voorverkiezing kwam Beshear daadwerkelijk tegenover de zittende gouverneur te staan. De peilingen voorspelden een nek-aan-nekrace en op de verkiezingsavond bleek het verschil tussen de twee kandidaten inderdaad zeer nipt te zijn. De marge bedroeg 5000 stemmen, ofwel nog geen half procent, in het voordeel van Beshear. Bevin wist een officiële controle van de uitslagen te bewerkstelligen, maar deze leverde geen ander resultaat op. Beshear werd aldus uitgeroepen tot de nieuwe gouverneur van Kentucky en op 10 december 2019 ingezworen in de hoofdstad Frankfort. Hiermee kreeg de staat na vier jaar Republikeins bestuur opnieuw een Democraat uit de familie Beshear aan het roer.
Beshear heeft als gouverneur te maken met een Republikeinse meerderheid in zowel het Huis van Afgevaardigden als de Senaat. Hij verklaarde desondanks fors te willen investeren in het onderwijs, een sector die onder zijn voorganger in het gedrang was gekomen. Daarnaast wil hij zich inzetten voor gezondheidszorg, infrastructuur en gelijke rechten voor minderheden, vrouwen en de Lgbt-gemeenschap. De sterk teruggelopen werkgelegenheid in de steenkoolindustrie, die van oudsher een belangrijke rol vervulde in Kentucky, wil Beshear compenseren met het uitbreiden van banen in de schone energie.